# Pier Andrea Saccardo
Pier Andrea Saccardo est un mycologue Italien, né le 23 avril 1845 à Trévise et mort le 11 février 1920 à Padoue.

## Biographie
Il travaille comme assistant à l'université de Padoue en 1866 avant d'y obtenir l'année suivante un titre de docteur. En 1869, il devient professeur d'histoire naturelle à cette même université puis en 1879 professeur de botanique et directeur du jardin botanique. Il prend sa retraite en 1912
Il est l'auteur d'un très important ouvrage de taxinomie des champignons Sylloge fungorum omnium hucusque cognitorum (inventaire de tous les champignons connus jusque-là) dans lequel il liste tous les noms utilisés pour nommer les champignons (plus de 160 000 pages ont été publiées). Certaines de ses descriptions et de ses clés de classification font encore référence. Il s'intéresse également à l'histoire des sciences et fait paraître en 1895 et en 1901 La botanica in Italia. Il devient membre honoraire, en 1916, de la British Mycological Society.

## Publications
- Prospetto della Flora Trivigiana (Venise 1864)
- Bryotheca Tarvisina (Trevise 1864)
- Della storia e letteratura della Flora Veneta (Mailand 1869)
- Sommario d'un corso di botanica (3 volumes, Padoue 1880)
- Musci Tarvisini (Trevise 1872)
- Mycologiae Venetae specimen (Padoue 1873)
- Mycotheca Veneta (Padoue 1874-1879)
- Michelis, commentarium mycologicum (Padoue 1877 bis 1882, 2 volumes.)
- Fungi italici autographie delineati et colorati (Padoue 1877-1886 avec 1 500 planches)